# 홍철아~ 장가가자!
〈홍철아~ 장가가자!〉는 대한민국의 방송사 문화방송의 TV 프로그램 《무한도전》에서 다룬 에피소드로 2014년 5월 24일에 방영되었다. 무한도전 6인 출연자들 가운데 미혼자이자 독신남인 노홍철의 결혼 상대를 찾기 위해 소개팅을 주선하는 내용을 담은 에피소드이다.

## 개요
멤버들은 MBC일산드림센터에서 노홍철과 함께 노홍철의 결혼 상대로 잘 맞는 여성들에 대한 회의를 거친후 각자 서울 시내 등으로 흩어져 노홍철의 소개팅 상대로 적격인 여성을 모색했다.

## 비난

### 여성단체 및 페미니스트들의 반발
본 에피소드가 방영되고 난 후 노홍철의 소개팅 상대로 알맞은 여성을 모색하는 과정 가운데 조건과 외모 등을 따지면서 찾는 내용이 불편하다는 지적이 걸림돌로 작용했는데, 급기야 이에 대해 무한도전 공식 사이트의 게시판 내 일부 여성 시청자들과 여성단체쪽에서 본 방송분의 2부 방영을 반대하는 의견을 드러내며 극심한 반발을 일으켰다. 결국 다음주에 방영되었던 5월 31일 방송분에서 출연자와 연출자가 선택2014에서의 공약이었던 곤장을 맞으며 시청자들에 대한 반성을 하였다. 선택2014가 끝난후 방영 예정이었던 이 에피소드는 온갖 비난 여론에 휘말린 이유로 인해서 이후의 이야기를 방영하지 않기로 하였다.

## 같이 보기
- 무한도전
- 페미니스트